# Tacima
Tacima é um município brasileiro do estado da Paraíba. Sua população, conforme estimativas do IBGE de 11.024 pessoas   [2021] habitantes.

## História

### Etimologia
Segundo o historiador Horácio de Almeida, Tacima provém de Tacyba, que em língua indígena significa “profusão de formigas”.

### Povoamento da região
O antigo povoado de Tacima era distrito de Araruna, tendo conseguido sua emancipação política através da Lei 2.046 de 30 de abril de 1959, de autoria do então deputado estadual José Targino Maranhão, desmembrando-se do município de Araruna e formando um distrito próprio.
O povoamento de Tacima começou a partir do século XVII. No entanto, historiadores fazem referência a presença de Expedições Portuguesas e Holandesas muito antes, pois existe registro de que eles foram até o Rio Grande do Norte, a procura da célebre Mina de Cunhaú. Essas expedições aconteceram no período de 1643 a 1645.	
O Frei Damião de Bozzano, muito venerado na região, após uma grande festa pastoral, denominou o local de Campo de Santana, por ser o município um planalto muito extenso. A Lei Municipal n. 28 de 1996 mudou o nome do município para "Campo de Santana". Pela lei municipal nº 15, de 23 de dezembro de 2009, o município de Campo de Santana voltou a denominar-se Tacima.
Atualmente Tacima possui os distritos de Bola, Cachoeirinha, Bilingui e Braga de Cima.

## Geografia

### Limites
| Noroeste: Araruna          | Norte: Passa-e-Fica e Nova Cruz | Nordeste: Caiçara   |
| Oeste: Riachão e Dona Inês |                                 | Leste: Logradouro   |
| Sudoeste: Bananeiras       | Sul: Bananeiras e Caiçara       | Sudeste: Logradouro |

### Relevo
Tacima está inserido na unidade geoambiental da Depressão Sertaneja, com relevo suave ondulado.

### Clima
O município está incluído na área geográfica de abrangência do semiárido brasileiro, definida pelo Ministério da Integração Nacional em 2005.  Esta delimitação tem como critérios o índice pluviométrico, o índice de aridez e o risco de seca.
O clima é tropical semiárido, com chuvas de verão. A pluviometria média é 432 mm.

### Vegetação
A vegetação predominante é a caatinga hiperxerófila, com trechos de floresta caducifólia.

### Hidrografia
O município está nos domínios da bacia hidrográfica do rio Curimataú. Os principais tributários são os rios Calabouço, Salgado e Curimataú e o riacho Braga, todos de regime intermitente.